# Gmina Radziechowy-Wieprz
Die  Gmina Radziechowy-Wieprz ist eine Landgemeinde im Powiat Żywiecki der Woiwodschaft Schlesien. Ihr Sitz ist das Dorf Wieprz  mit etwa 3700 Einwohnern.

## Geographie
Durch die Gemeinde fließt die Soła. Die Gegend befindet sich am Übergang vom Saybuscher Becken zu den Schlesischen und Saybuscher Beskiden.

## Gliederung
Die Landgemeinde besteht sechs Dörfern mit einem Schulzenamt:
- Radziechowy  (namensgebend)
- Wieprz (Sitz der Gemeinde und namensgebend)
- Brzuśnik
- Bystra
- Juszczyna
- Przybędza